# キー・オブ・ライフ (音楽グループ)
Key of Life（キー・オブ・ライフ）は日本の音楽グループ。
1995年、「ASAYAKEの中で」でビクターエンタテインメントからメジャー・デビュー。小田和正の「ラブ・ストーリーは突然に」をサンプリングした『Love Story ～時をこえて今も』など現在も一部30代を中心に高く評価されている。
音楽プロデューサー・編曲家である坂本裕介を中心に、DJ&音楽プロデューサーのハッスル持田（本名・持田騎一郎）、DJカメレオン、フィーチャリングボーカリストとして女性シンガーの森ユキ（MORICO）、ラッパーのGAKU-MCなど、楽曲に合わせ様々なアーティストとコラボレーションするスタイルで活動していた。
ユニット名の由来はスティーヴィー・ワンダーの1976年のアルバム『キー・オブ・ライフ』から。
2007年に坂本裕介が森ユキとユニット<KI☆LA>を組み、ビーイング系レーベルZAZZYからミニアルバムを発表・活動した。

## ディスコグラフィー

### シングル
- ASAYAKEの中で（1995年4月21日）
- Love Story～時をこえて今も（1996年4月24日）
- MOTION&EMOTION（1996年9月16日）
- pain（1997年5月21日）
- But My Love（1997年10月22日）

### アルバム
- Key of Life（1996年9月21日）
- Key of Life Remix（1996年11月21日）
- Key of Life Ⅰ（1999年2月24日）
- Key of Life Ⅱ（1999年8月25日）

### アナログ盤
- Love Story（1996年5月22日）
- MOTION & EMOTION Remix（1996年9月21日）